# För världen älskar vad som är brokot
För världen älskar vad som är brokot från 2003 är ett musikalbum med den svenska folkmusikgruppen Ranarim.

## Låtlista
Alla låtar är traditionella om inget annat anges.
1. Skulle jag sörja? (Jens Engelbrecht/Ulrika Bodén/Lasse Lucidor) – 3:29
2. I min ungdom – 4:05
3. Hjärtats vals / När rågen blir mogen (trad / Jens Engelbrecht) – 3:42
4. Mara mara minne (Ulrika Bodén/trad) – 3:01
5. Dagen ifrån oss skrider / Nu haver denna dag – 4:23
6. Näcken bortför jungfrun – 3:43
7. Höga berg (Sofia Sandén/trad) – 4:35
8. Mera önska mycket få – 3:03
9. Slängpolskor – 2:57
10. Mitt adertonde år / Jag tänka däruppå – 4:25
11. Ropot – 0:31
12. Brokot – 2:12
13. Sista polskan (Niklas Roswall) – 1:44
14. Sjalen (Ulrika Bodén/trad) – 2:47
15. Tennisbaronessan (Niklas Roswall) – 3:12
16. Haga / Flyg ystat (Anders Johnsson / Ulrika Bodén / trad) – 2:54

## Medverkande
- Ulrika Bodén – sång
- Sofia Sandén – sång
- Jens Engelbrecht – gitarr, bascister, mandolin, hummel
- Niklas Roswall – nyckelharpor
- Anders Johnson – bas
- Sebastian Notini – slagverk